# Dow Chemical
The Dow Chemical Company är ett amerikanskt multinationellt kemisk-tekniskt företag med huvudkontor i Midland, Michigan. Företaget tillverkar plast, kemikalier och jordbruksprodukter och finns i mer än 175 länder.
Enligt företagets nuvarande VD, Andrew N. Liveris, är företagets uppdrag "Att lidelsefullt förnya det som är väsentligt för mänskliga framsteg genom att erbjuda hållbara lösningar till våra kunder" och har visionen: "Att vara det mest lönsamma och mest respekterade forskande kemiföretaget i världen".
Dow Chemicals äger Union Carbide, företaget som orsakade giftutsläppet i indiska Bhopal. Dagen innan invigningen av OS 2012 hotar den indiska truppen, med brottaren Sushil Kumar som fanbärare, att inte närvara vid invigningen. Orsaken är att Union Carbide köptes upp av Dow Chemicals 1999 som är en av de största sponsorerna till de olympiska spelen.

## Historia
Företaget grundades 1897 av kanadaamerikanen, kemisten Herbert Henry Dow och började med utvinning och försäljning av bromid och tillverkning av blekmedel. Efterhand utökades företagets produktlinje och inom tjugo år kom man att ha produkter inom jordbrukskemikalier med mera. Under första världskriget kom man att bli ett viktigt rustningsföretag. Man gjorde också studier på magnesium. Under 1930-talet började man producera plast vilket kom att bli företagets viktigaste produkt. 

### Napalm och avlövningsmedel
Dow Chemical var leverantör av napalm till USA:s krigföring under Vietnamkriget. Dow Chemicals/Union Carbide låg också bakom det avlövningsmedel som USA använde i vietnamkriget, kallat agent orange, som orsakade enorma skador inte minst på ofödda barn när gravida kvinnor fick i sig det.
Företaget utvecklade och producerade bekämpningsmedlet 1,2-Dibromo-3-kloropropan, som orsakar sterilitet. Se även Dole Food Company

### Påtänkt fusion med Dupont
Den 11 december 2015 meddelade konkurrenten Dupont att man hade för avsikt att fusionera sig med Dow och det kombinerade företaget skulle få namnet Dowdupont och vara holdingbolag till tre självständiga och publika företag inom jordbruk, materialvetenskap respektive specialprodukter. Detta är ett drag för att försöka att ta upp kampen med världens största kemiföretag i tyska BASF SE, det kom dock rapporter under 2016 att BASF själva var intresserade att förvärva Dupont som ett motdrag till den potentiella fusionen mellan Dow och Dupont. Affären har dock dragit ut på tiden på grund av svårigheter att övertyga olika länders konkurrensmyndigheter och Europeiska unionen (EU) om att fusionen inte skulle rubba konkurrenskraften på världsmarknaden för kemiska produkter.